# Java Business Integration
Java Business Integration (JBI) ist eine Spezifikation zur Implementierung einer serviceorientierten Architektur, die unter dem Java Community Process (JCP) entstanden ist. JBI 1.0 wird durch JCP 208 definiert, JBI 2.0 durch JCP 312.
JBI basiert auf dem Web Service Model und bietet eine erweiterbare Architektur für einen Container, der Komponenten zum Bereitstellen und zum Verarbeiten von Services zur Verfügung stellt. 
Services können den Container mittels Binding Components (BC) kontaktieren oder können als Teil der Service Engine (SE) innerhalb des Containers bereitgestellt werden. Das Service Model basiert auf der Web Services Description Language 2.0.
Einige Enterprise-Service-Bus-Implementierungen, wie Open ESB und Apache ServiceMix, basieren auf JBI.